# Höftled

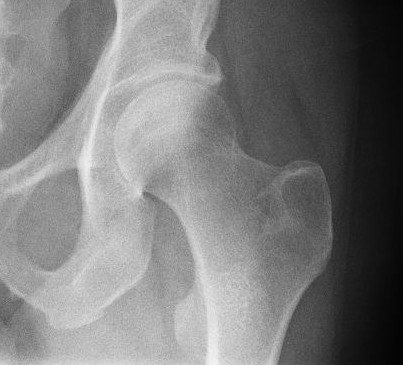
Röntgenbild av en frisk höftled.
Illustration: Scuba-limp. (GFDL, CC-BY 1.0)

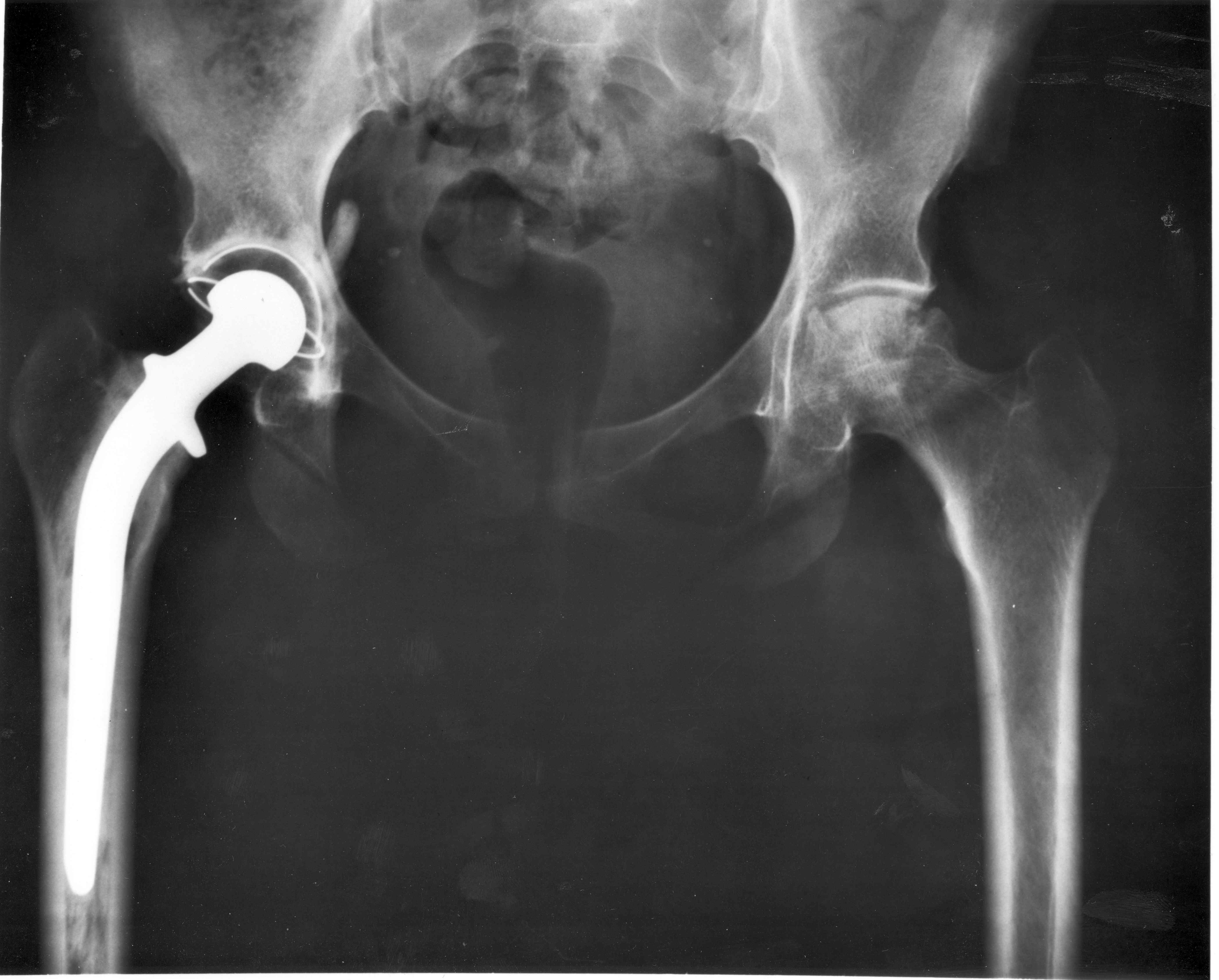
Röntgenbild av en höft. Patientens högra höftled (vänster på bilden) har ersatts av en protes.

Höftled (latin: articulatio coxa) är i människans anatomi en synovial kulled mellan lårbenshuvudet (caput femoris) och höftledsgropen (acetabulum). Leden utgör axialskelettets och bäckengördelns övergång i lårbenet (os femoris) och ben. Med höften avses själva höftleden och de mjuka vävnaderna som omger den. I dagligt tal syftar dock ordet höften ofta på höftbenskammen.
I leden medges flexion på 0–160°, extension på 0–30°, abduktion på 0–45°, adduktion på 0–30°, utåtrotation 0–60° och inåtrotation på 0–40°.
Höftleden utsätts för stora belastningar och är därför mycket stark, stabil och tät. Höftledsgropen är mycket djup och lårbenshuvudet sitter djupt in i bäckenet (pelvis). Dessutom förstärks ledhålan av en omgivande ledläpp som i praktiken fördjupar leden. Leden omges av kraftiga ligament och skelettmuskler vilket förstärker den ossöa stabiliteten. En fettkudde, pulvinar acetabuli, fungerar som stötdämpare i leden. 
Höftledens mekanik påverkas av den långa lårbenshalsen (collum ossis femoris) som riktar ledkulan framåt, uppåt och medialt. Ledbrosket är som starkast precis där trycköverföringen sker vid gång.

## Ligament
- Lig. ischiofemorale
- Lig. iliofemorale
- Lig. pubofemorale

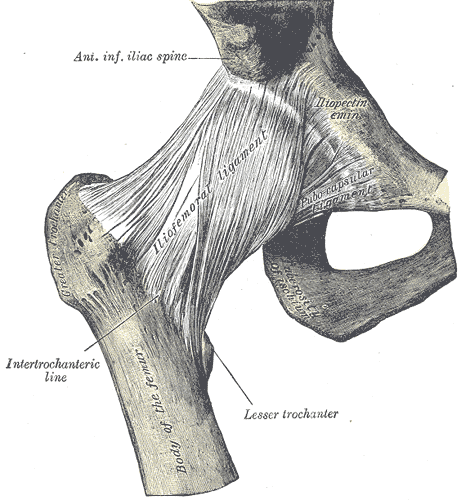
Höger höftled framifrån. (Spalteolz)
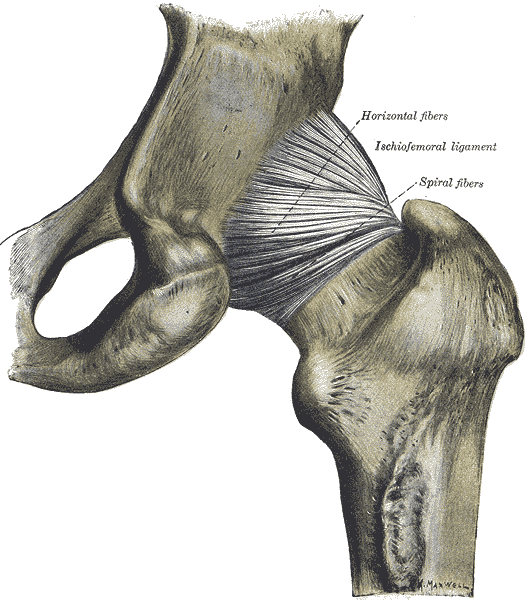
Höftleden bakifrån. (Quain)

## Muskler
De muskler som påverkar rörelserna i höftleden kan delas in i fyra muskelgrupper efter sin orientering kring leden.

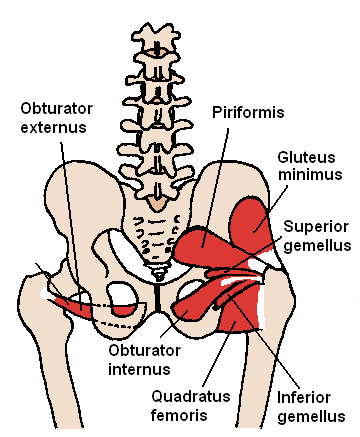
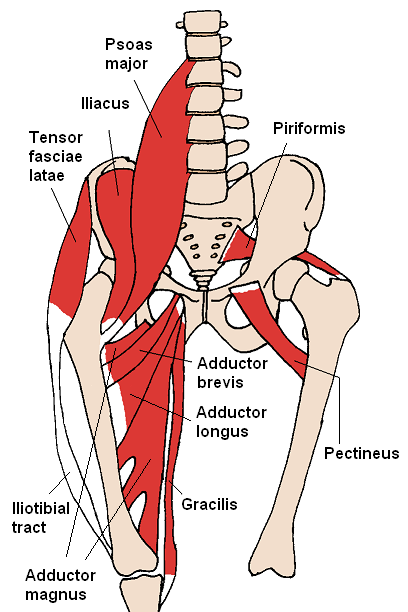
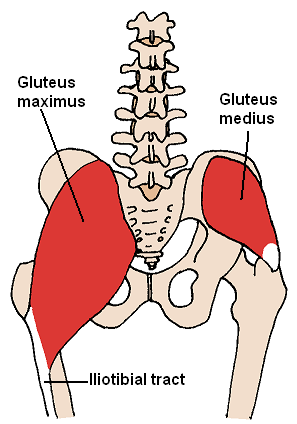

## Bildning och ossifikation
Fram till omkring 25-årsåldern består fortfarande höftbenet (os coxae) av tre separata ben: Tarmbenet (os ilium), sittbenet (os ischii) och blygdbenet (os pubis). Benbildningen av leden är alltså inte klar förrän barndomen är avslutad.